# Boksburg
Boksburg est une ville minière d'Afrique du Sud, située dans la région de l'East Rand, dans la province du Gauteng. La zone urbaine de Boksburg compte près de 350 000 habitants.

## Origines
En 1860, la région de l'East rand au Transvaal était parsemée de fermes comme celle de Leeuwpoort où Pieter Killian, un prospecteur afrikaner, découvrit de l'or en 1886. La conséquence de cette découverte fut la fondation en ces lieux de Boksburg, baptisée ainsi en l'honneur d'Eduard Bok, alors secrétaire de la république sud-africaine du Transvaal. 
La compagnie minière East Rand Proprietary Mines (ERPM) sera alors le premier employeur local et le premier investisseur immobilier de la région en général et de Boksburg en particulier.
En 1903, Boksburg est dotée d'un conseil municipal.
Ville ouvrière et populaire, Boksburg fut au centre de la révolte des mineurs du Witwatersrand en 1922. 

## Boksburg sous l'apartheid

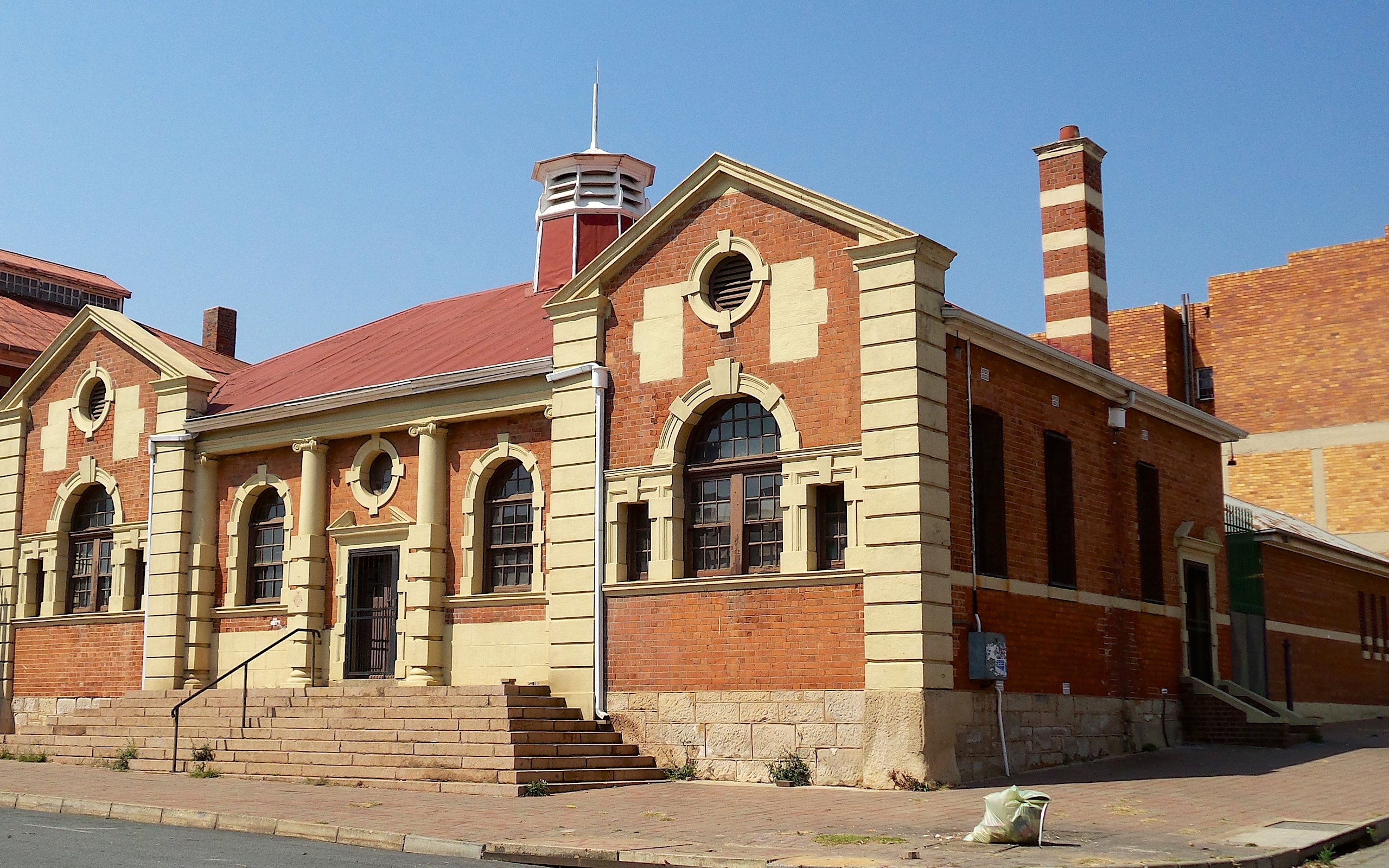
Ancienne poste sur market street

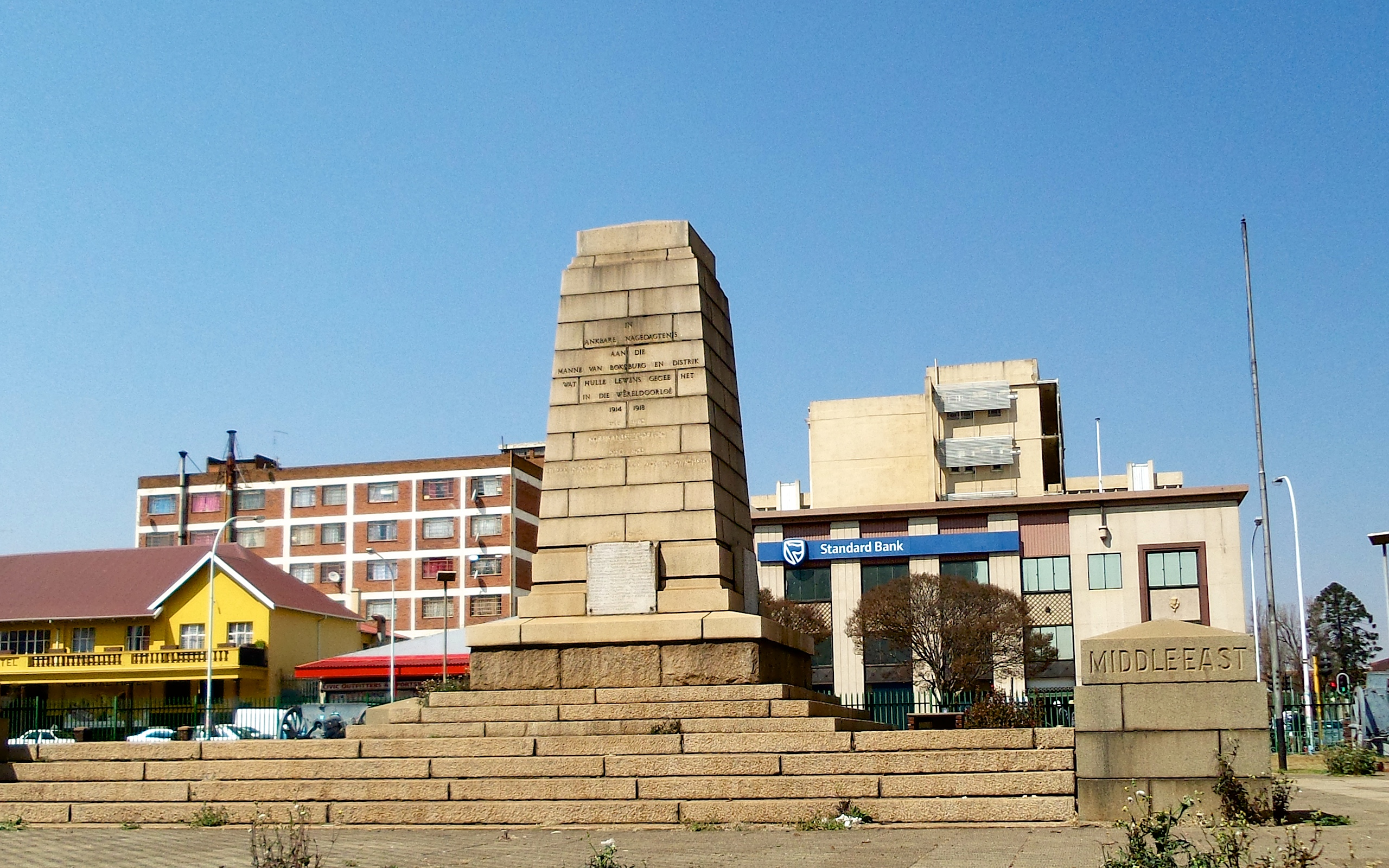
Boksburg War Memorial

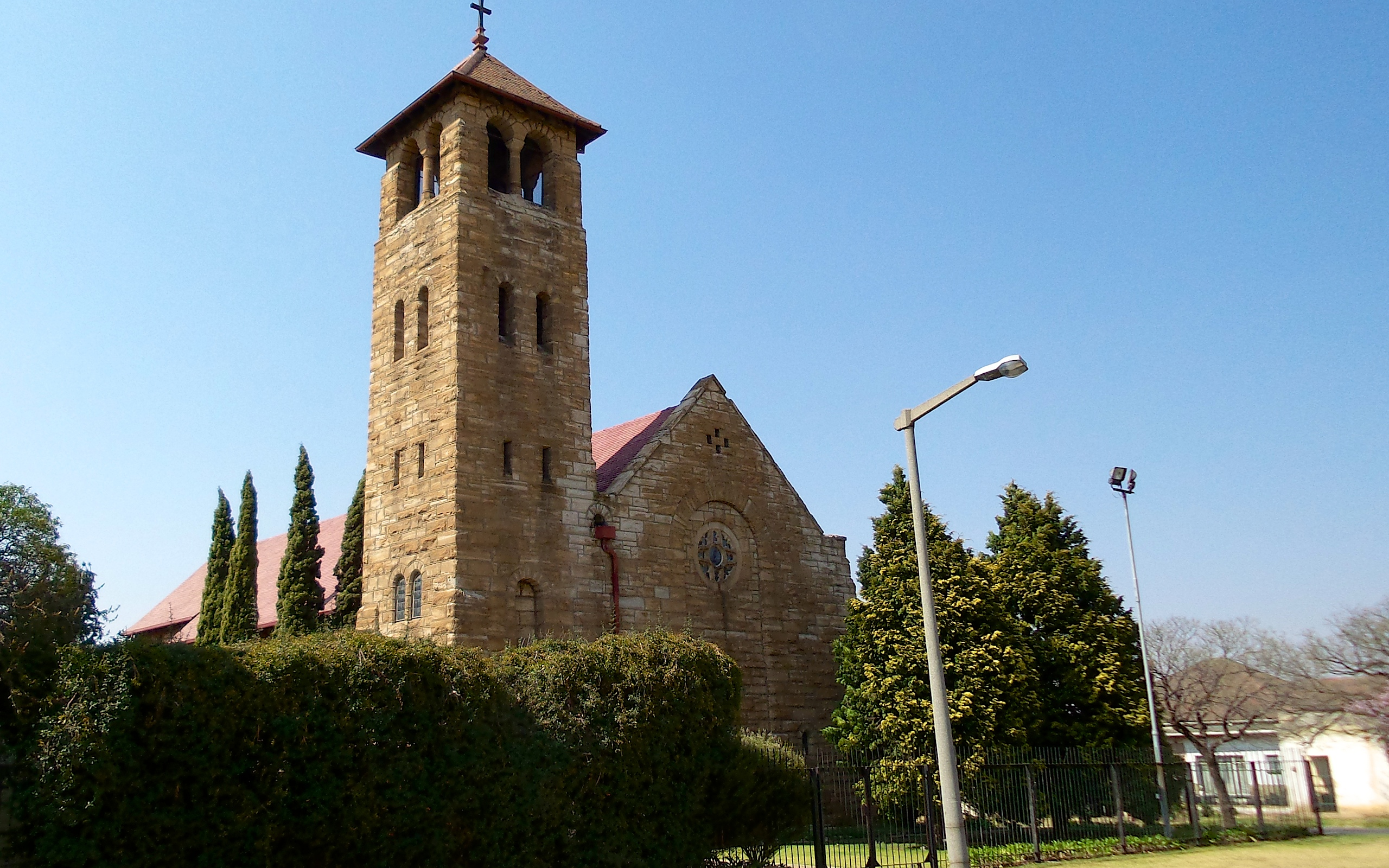
Église St Michael et de tous les anges (1912) sur Plein Str, dessinée par Herbert Baker

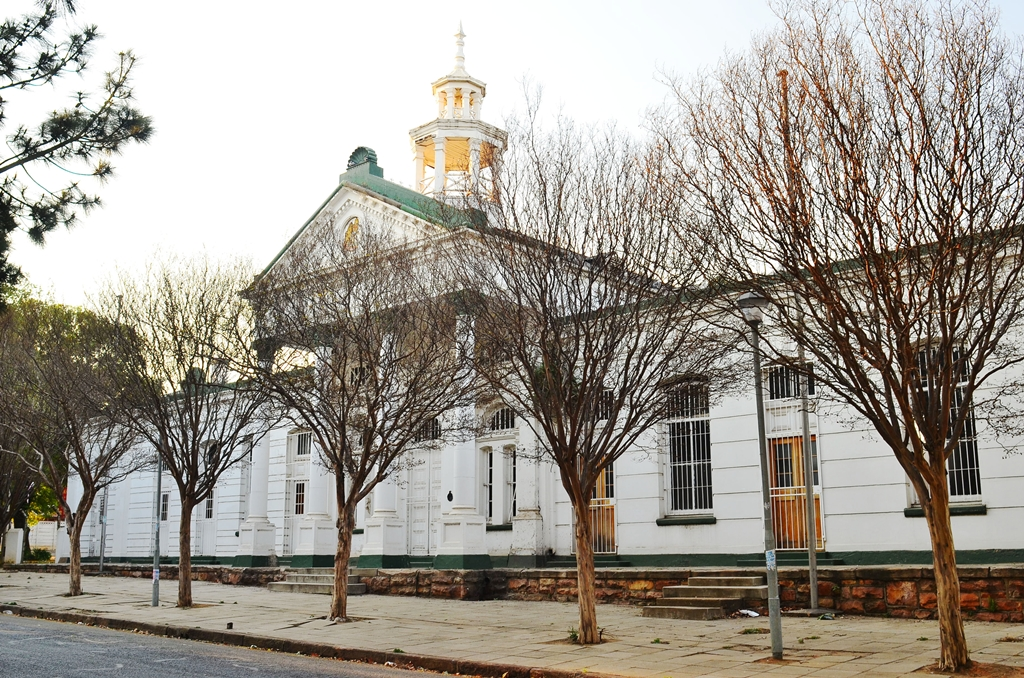
Old Magistrates Office (1889) sur Church Street

Durant le régime d'apartheid, elle fut l'un des bastions du parti conservateur sud-africain et de l'extrême droite. La conséquence de la mise en place de l'apartheid à Boksburg fut le déplacement 40 000 noirs vers leurs quartiers réservés à Vosloorus, un township situé à une dizaine de kilomètres au sud du centre-ville. Le quartier de Reiger Park, situé à deux kilomètres du centre-ville, fut déclaré réservé aux coloureds tout comme celui de Villa Lisa, réservé aux personnes d’origine indienne.  
Après le début des émeutes de Soweto en 1976, le déclin de l’économie s'accéléra, touchant particulièrement la ville industrielle qu'était Boksburg. 
Boksburg fut la cible d'une campagne de défiance par le congrès national africain en 1988, après que la nouvelle majorité municipale dirigée par Beyers de Klerk (parti conservateur) a décidé de réintroduire le petty apartheid dans les lieux publics. La ville, qui compte alors 87 000 blancs, fait figure de symbole politique pour les partisans et les adversaires de l'apartheid. 

Le parti conservateur, qui venait de remporter les élections municipales dans 60 des 90 municipalités du Transvaal (notamment à Pietersburg, Carletonville et Brakpan) entendait faire de Boksburg le symbole du rétablissement de l'apartheid dans les lieux publics. Le débat, qui se focalise autour de l'accès au lac de Boksburg que la municipalité entend réserver aux seuls blancs, fait l'objet de nombreux articles dans la presse internationale. La réglementation ségrégationniste adoptée par le CP rencontre l'immédiate hostilité du gouvernement sud-africain , de la presse, de la chambre de commerce locale, des habitants des quartiers indiens, colorés et noirs mais aussi d'une partie de la population blanche anglophone de la ville. 

Le boycott, bien organisé par les associations citadines anti-apartheid, fut un succès qui fit vaciller la majorité municipale. Ainsi, plusieurs conseillers municipaux démissionnèrent ou rejoignirent un groupe indépendant et, finalement, la majorité municipale bascula de nouveau du côté du parti national qui mit un terme à la réglementation ségrégationniste votée par le CP. 
C'est à Boksburg que Chris Hani, le secrétaire général du parti communiste sud-africain et chef d'Umkhonto we Sizwe, est assassiné en 1993. Il est enterré au cimetière de la ville où il venait d'emménager.

## Boksburg dans l'Afrique du Sud post-apartheid
Mxolisi Xayiya devient en 1995 le premier maire noir de Boksburg. 
Depuis 2000, Boksburg est l'une des communes constituante de la municipalité métropolitaine d'Ekurhuleni.
En mai 2008, le township de Reiger Park fut le théâtre de multiples actes de violences xénophobes contre les zimbabwéens et les mozambicains.

## Personnalités liées à la commune
- Jamie Uys (1921 – 1996) acteur, réalisateur et scénariste.
- Barend du Plessis (1940), homme politique, ministre de 1984 à 1992[7].
- Chris Hani (1942-1993), militant anti-apartheid.
- Barbara Hogan (1952), militante anti-apartheid, femme politique, ministre de 2008 à 2010.
- Gerrie Coetzee (1955), boxeur.
- Glenda Gray (1962), femme médecin et scientifique[8].
- Zelda La Grange (1970), assistante, pendant deux décennies de Nelson Mandela[9].
- Kgalema Motlanthe (1949-), homme d'État sud-africain. Il est président de la République d'Afrique du Sud du 25 septembre 2008 au 9 mai 2009.